# Крещение Христа (картина Патинира)
«Крещение Христа» (нем. Taufe Christi) — картина нидерландского живописца Иоахима Патинира (ок. 1480—1524). Создана около 1515 года. Хранится в Музее истории искусств в Вене (инв. №GG 981).

## Описание
На картине представлена сцена на евангельский сюжет Крещения Христа. Художник изобразил оригинальную и светящуюся скалу, белого голубя, символизирующего Святой Дух, а над ним — образ Бога Отца, который явил Себя в момент крещения Христа (Богоявление). Картина написана в серых, зелёных и голубоватых тонах, смешением которых нидерландский художник достигает эффекта холодного света, типичного для северных стран. Фигуры Иоанна Крестителя и Иисуса отличаются почти архаичной грубостью, они резко контрастирует с мягкостью живописного фона. 
Картина с 1659 года находилась в коллекции эрцгерцога Леопольда Вильгельма Австрийского. На ней имеется подпись художника.